# Yago Fernando da Silva
Yago Fernando da Silva, genannt Yago, (* 29. August 1992 in São Paulo) ist ein ehemaliger brasilianischer Fußballspieler. Er spielte auf der Position eines Innenverteidigers.

## Karriere
Yago fing seine sportliche Ausbildung mit vierzehn Jahren bei Portuguesa an. Bei Jugendturnieren fiel er so positiv auf, dass der SC Corinthians aus seiner Heimatstadt ihn verpflichtete.
Mit Beginn seiner Profilaufbahn wurde er zunächst an die unterklassigen Klubs Marília AC und CA Bragantino ausgeliehen, um Erfahrung zu sammeln. Vor seiner Ausleihe zum CA Bragantino, kam er 2013 noch in der Staatsmeisterschaft von São Paulo zum Einsatz und konnte diesen Titel gewinnen. Mit Beginn der Saison 2015 kehrte er zurück und kam zu seinen ersten Einsätzen in der höchsten brasilianischen Spielklasse. Sein erstes Série A Spiel bestritt Yago am 10. Mai 2015 im Auswärtsspiel gegen den Cruzeiro EC. Beim 1:0-Sieg stand Yago in der Startelf. Mit acht weiteren Einsätzen konnte er am Saisonende die Meisterschaft feiern. Sein Debüt auf internationaler Klubebene gab Yago in der Copa Libertadores 2016. Am 17. Februar 2016 spielte er gegen den CD Cobresal. Sechs weitere Einsätze schlossen sich an.
Für die Saison 2017 wurde Yago bis Dezember des Jahres an den AA Ponte Preta ausgeliehen. Zum Start in die Saison 2018 stand Yago zunächst noch im Kader von Corinthians, wurde aber frühzeitig an den Botafogo FR nach Rio de Janeiro ausgeliehen. Nach der Saison kehrte Yago nicht zu Corinthians zurück, sondern wurde für ein Jahr an den Goiás EC ausgeliehen. Im Dezember 2019 wurde die Leihe um weitere sechs Monate verlängert. 2020 kam Yago zu keinen weiteren Einsätzen.
Im März 2021 gab der Náutico Capibaribe die Verpflichtung von Yago bekannt. Nach Beendigung der Série B 2021 beendete der Spieler seine aktive Laufbahn.

## Doping
Nach einem Spiel in der Staatsmeisterschaft von São Paulo am 6. März 2016 gegen den FC Santos, wurde Yago positiv auf das Mittel Betamethason getestet. Am 10. Mai 2016 wurde Yago vom FPF, dem Fußballlandesverband des Bundesstaates São Paulo, für 30 Tage gesperrt.

## Erfolge
Corinthians
- Staatsmeisterschaft von São Paulo: 2013
- Campeonato Brasileiro de Futebol: 2015

Náutico
- Staatsmeisterschaft von Pernambuco: 2021